# Xestoleberis rigbyi
Xestoleberis rigbyi is een mosselkreeftjessoort uit de familie van de Xestoleberididae. De wetenschappelijke naam van de soort is voor het eerst geldig gepubliceerd in 1966 door Morales.